# Kaj Erik Jensen
 For alternative betydninger, se Kaj Jensen. (Se også artikler, som begynder med Kaj Jensen)
Kaj Erik Jensen (født 19. februar 1942, død  2016) var en dansk professionel cykelrytter, som i 1962 vandt amatør-VM i individuelt forfølgelsesløb .
Det var i 1962 på Vigorelli-banen i Milano, at den da 20-årige fynske rytter Kaj Erik Jensen nåede sine bedste resultater. Først som en del af det danske 4-kilometerhold i forfølgelsesløb med Kurt vid Stein, Preben Isaksson og Bent Hansen, der kørte sig frem til VM-sølvmedaljer, men især nogle dage senere, da odenseaneren i det individuelle forfølgelsesløb vandt efter finalesejr over belgiske Herman Van Loo. Han blev det år kåret til Årets Sportsnavn af Fyens Stiftstidende.
Kaj Erik Jensen blev dansk juniormester i individuelt forfølgelsesløb 1959 og dansk seniormester i individuelt forfølgelsesløb 1963 og i hold-forfølgelsesløb 1965.
Kaj Erik Jensen nåede aldrig med til De Olympiske Lege, da en skade satte en stopper for drømmen om succes i Tokyo i 1964, mens han endnu var på toppen.
I 1968 slutte Kaj Erik Jensen cykelkarrieren som blot 26-årig. Han senere cykelforretning på Fyn og var også i en periode aktiv på lederfronten.